# Botykapeterd
Botykapeterd is een plaats (község) en gemeente in het Hongaarse comitaat Baranya. Botykapeterd telt 368 inwoners (2001).